# USCX Cyclocross Series 2023
Navigation
2022 2024
Les USCX Cyclocross Series 2023-2024 ont lieu du 16 septembre 2023 à Roanoke au 29 octobre 2023 à Falmouth. Les 8 manches sont réparties sur 4 week-ends, une même ville accueillant une première manche le samedi et une deuxième le dimanche. Il s'agit du Virginia's Blue Ridge Go Cross de Roanoke, du Rochester Cyclocross de Rochester, du Charm City Cross de Baltimore et du Really Rad Festival de Falmouth.

## Hommes élites

### Résultats
| # | Date         | Lieu                                       | Vainqueur         | Deuxième          | Troisième           | Leader du classement général |
| - | ------------ | ------------------------------------------ | ----------------- | ----------------- | ------------------- | ---------------------------- |
| 1 | 16 septembre | Roanoke, Virginia's Blue Ridge Go Cross #1 | Loris Rouiller    | Anton Ferdinande  | Andrew Strohmeyer   | Loris Rouiller               |
| 2 | 17 septembre | Roanoke, Virginia's Blue Ridge Go Cross #2 | Loris Rouiller    | Vincent Baestaens | Anton Ferdinande    | Loris Rouiller               |
| 3 | 23 septembre | Rochester, Rochester Cyclocross #1         | Vincent Baestaens | Andrew Strohmeyer | Loris Rouiller      | Loris Rouiller               |
| 4 | 24 septembre | Rochester, Rochester Cyclocross #2         | Vincent Baestaens | Anton Ferdinande  | Loris Rouiller      | Loris Rouiller               |
| 5 | 30 septembre | Baltimore, Charm City Cross #1             | Anton Ferdinande  | Andrew Strohmeyer | Curtis White        | Loris Rouiller               |
| 6 | 1er octobre  | Baltimore, Charm City Cross #2             | Andrew Strohmeyer | Vincent Baestaens | Curtis White        | Vincent Baestaens            |
| 7 | 28 octobre   | Falmouth, Really Rad Festival #1           | Curtis White      | Jules Van Kempen  | Michael van den Ham | Curtis White                 |
| 8 | 29 octobre   | Falmouth, Really Rad Festival #2           | Curtis White      | Luke Valenti      | Dylan Zakrajsek     | Curtis White                 |

### Classement général
| Pos | Coureur             | Points |
| --- | ------------------- | ------ |
| 1   | Curtis White        | 268    |
| 2   | Vincent Baestaens   | 218    |
| 3   | Michael van den Ham | 198    |
| 4   | Jules Van Kempen    | 192    |
| 5   | Loris Rouiller      | 190    |
| 6   | Caleb Swartz        | 186    |
| 7   | Andrew Strohmeyer   | 186    |
| 8   | Anton Ferdinande    | 176    |
| 9   | Dylan Zakrajsek     | 162    |
| 10  | Luke Valenti        | 145    |

## Femmes élites

### Résultats
| # | Date         | Lieu                                       | Vainqueur         | Deuxième          | Troisième     | Leader du classement général |
| - | ------------ | ------------------------------------------ | ----------------- | ----------------- | ------------- | ---------------------------- |
| 1 | 16 septembre | Roanoke, Virginia's Blue Ridge Go Cross #1 | Maghalie Rochette | Caroline Mani     | Raylyn Nuss   | Maghalie Rochette            |
| 2 | 17 septembre | Roanoke, Virginia's Blue Ridge Go Cross #2 | Maghalie Rochette | Caroline Mani     | Raylyn Nuss   | Maghalie Rochette            |
| 3 | 23 septembre | Rochester, Rochester Cyclocross #1         | Maghalie Rochette | Caroline Mani     | Sidney McGill | Maghalie Rochette            |
| 4 | 24 septembre | Rochester, Rochester Cyclocross #2         | Maghalie Rochette | Isabella Holmgren | Sidney McGill | Maghalie Rochette            |
| 5 | 30 septembre | Baltimore, Charm City Cross #1             | Maghalie Rochette | Caroline Mani     | Sidney McGill | Maghalie Rochette            |
| 6 | 1er octobre  | Baltimore, Charm City Cross #2             | Maghalie Rochette | Sidney McGill     | Caroline Mani | Maghalie Rochette            |
| 7 | 28 octobre   | Falmouth, Really Rad Festival #1           | Maghalie Rochette | Caroline Mani     | Sidney McGill | Maghalie Rochette            |
| 8 | 29 octobre   | Falmouth, Really Rad Festival #2           | Maghalie Rochette | Sidney McGill     | Katie Clouse  | Maghalie Rochette            |

### Classement général
| Pos | Coureuse          | Points |
| --- | ----------------- | ------ |
| 1   | Maghalie Rochette | 360    |
| 2   | Caroline Mani     | 270    |
| 3   | Sidney McGill     | 264    |
| 4   | Lauren Zoerner    | 210    |
| 5   | Raylyn Nuss       | 196    |
| 6   | Kaya Musgrave     | 174    |
| 7   | Ella Brenneman    | 167    |
| 8   | Emily Shields     | 144    |
| 9   | Clementine Nixon  | 132    |
| 10  | Jennifer Malik    | 113    |

## Hommes juniors

### Résultats
| # | Date         | Lieu                                       | Vainqueur      | Deuxième      | Troisième                  | Leader du classement général |
| - | ------------ | ------------------------------------------ | -------------- | ------------- | -------------------------- | ---------------------------- |
| 1 | 16 septembre | Roanoke, Virginia's Blue Ridge Go Cross #1 | David Thompson | Henry Coote   | Miles Mattern              | David Thompson               |
| 2 | 17 septembre | Roanoke, Virginia's Blue Ridge Go Cross #2 | David Thompson | Miles Mattern | Henry Coote                | David Thompson               |
| 3 | 23 septembre | Rochester, Rochester Cyclocross #1         | David Thompson | Miles Mattern | Henry Coote                | David Thompson               |
| 4 | 24 septembre | Rochester, Rochester Cyclocross #2         | David Thompson | Miles Mattern | Henry Coote                | David Thompson               |
| 5 | 30 septembre | Baltimore, Charm City Cross #1             | Miles Mattern  | Henry Coote   | Luke Walter                | Miles Mattern                |
| 6 | 1er octobre  | Baltimore, Charm City Cross #2             | Henry Coote    | Miles Mattern | Alexander Scopinich-Burgel | Miles Mattern                |
| 7 | 28 octobre   | Falmouth, Really Rad Festival #1           | David Thompson | Henry Coote   | Tofik Beshir               | Henry Coote                  |
| 8 | 29 octobre   | Falmouth, Really Rad Festival #2           | David Thompson | Henry Coote   | Alexander Scopinich-Burgel | Henry Coote                  |

### Classement général
| Pos | Coureur                    | Points |
| --- | -------------------------- | ------ |
| 1   | Henry Coote                | 332    |
| 2   | David Thompson             | 300    |
| 3   | Miles Mattern              | 256    |
| 4   | Tofik Beshir               | 223    |
| 5   | Alexander Scopinich-Burgel | 179    |
| 6   | Jack Bernhard              | 177    |
| 7   | Felix Antoine Leclair      | 166    |
| 8   | Otis Engel                 | 164    |
| 9   | David Lapierre             | 162    |
| 10  | Filipe Duarte              | 148    |

## Femmes juniors

### Résultats
| # | Date         | Lieu                                       | Vainqueur        | Deuxième         | Troisième        | Leader du classement général |
| - | ------------ | ------------------------------------------ | ---------------- | ---------------- | ---------------- | ---------------------------- |
| 1 | 16 septembre | Roanoke, Virginia's Blue Ridge Go Cross #1 | Alyssa White     | Alyssa Sarkisov  | Lyllie Sonnemann | Alyssa White                 |
| 2 | 17 septembre | Roanoke, Virginia's Blue Ridge Go Cross #2 | Lidia Cusack     | Alyssa White     | Alyssa Sarkisov  | Alyssa White                 |
| 3 | 23 septembre | Rochester, Rochester Cyclocross #1         | Lidia Cusack     | Rafaëlle Carrier | Maude Ruelland   | Lidia Cusack                 |
| 4 | 24 septembre | Rochester, Rochester Cyclocross #2         | Rafaëlle Carrier | Alyssa White     | Lidia Cusack     | Lidia Cusack                 |
| 5 | 30 septembre | Baltimore, Charm City Cross #1             | Rafaëlle Carrier | Alyssa Sarkisov  | Alyssa White     | Alyssa White                 |
| 6 | 1er octobre  | Baltimore, Charm City Cross #2             | Rafaëlle Carrier | Lily-Rose Marois | Alyssa Sarkisov  | Alyssa White                 |
| 7 | 28 octobre   | Falmouth, Really Rad Festival #1           | Rafaëlle Carrier | Lily-Rose Marois | Haylee Johnson   | Rafaëlle Carrier             |
| 8 | 29 octobre   | Falmouth, Really Rad Festival #2           | Rafaëlle Carrier | Lidia Cusack     | Lily-Rose Marois | Rafaëlle Carrier             |

### Classement général
| Pos | Coureuse         | Points |
| --- | ---------------- | ------ |
| 1   | Rafaëlle Carrier | 292    |
| 2   | Haylee Johnson   | 240    |
| 3   | Alyssa White     | 231    |
| 4   | Alyssa Sarkisov  | 222    |
| 5   | Lily-Rose Marois | 220    |
| 6   | Lidia Cusack     | 214    |
| 7   | Finley Aspholm   | 200    |
| 8   | Lyllie Sonnemann | 194    |
| 9   | Bridget Wilson   | 168    |
| 10  | Madeline Fisher  | 161    |